# 王立取引所
王立取引所（おうりつとりひきじょ、英: Royal Exchange）は、イギリスの首都ロンドンの中心部シティ・オブ・ロンドンのコーンヒル地区にある取引所である。1565年にトーマス・グレシャムによって設立された。2001年に大規模改修され現在はオフィス、ブティック、レストランを備えた商業施設として使われている。第I級指定建造物に指定されている。

## 歴史
1563年、アントワープとの貿易が盛んなロンバード街の豪商トーマス・グレシャムは、適当な場所を提供してくれるなら自費でロンドンに取引所を建ててもよい事を市に提案した。グレシャムは取引所の設立を指揮するにあたり、建物のレイアウトなどを世界初の商用取引所であるアントワープ取引所を参考とした。他にもアムステルダム、ロッテルダム、ミデルブルフなどの取引所も参考にしている。
1567年の設立当初、ロンドン王立取引所の呼称も「ブルス」（フランス語: Bourse、取引所の意味）であったが、この名称は1570年1月23日にエリザベス1世が訪問した際に変更され、英語で「王立取引所」（Royal Exchange）と呼ばれるようになった。17世紀までは商品の取引だけ行われており、株式仲買人は王立取引所に入ることが許されておらず、ジョナサンズコーヒーハウスなどの近隣の店で営業せざるを得なかった。最初の取引所は、1666年のロンドン大火で焼失したが、エドワード・ジャーマンによって2代目の取引所が建てられ、1669年に開館した。二代目の取引所も1838年1月10日にストーブによる火災で全焼し、その炎は39km離れたウィンザーからも見えたと言われている。ロイズが王立取引所の一角を使用していたが、1838年の火災で一時的にサウスシーハウスに移転を余儀なくされている。

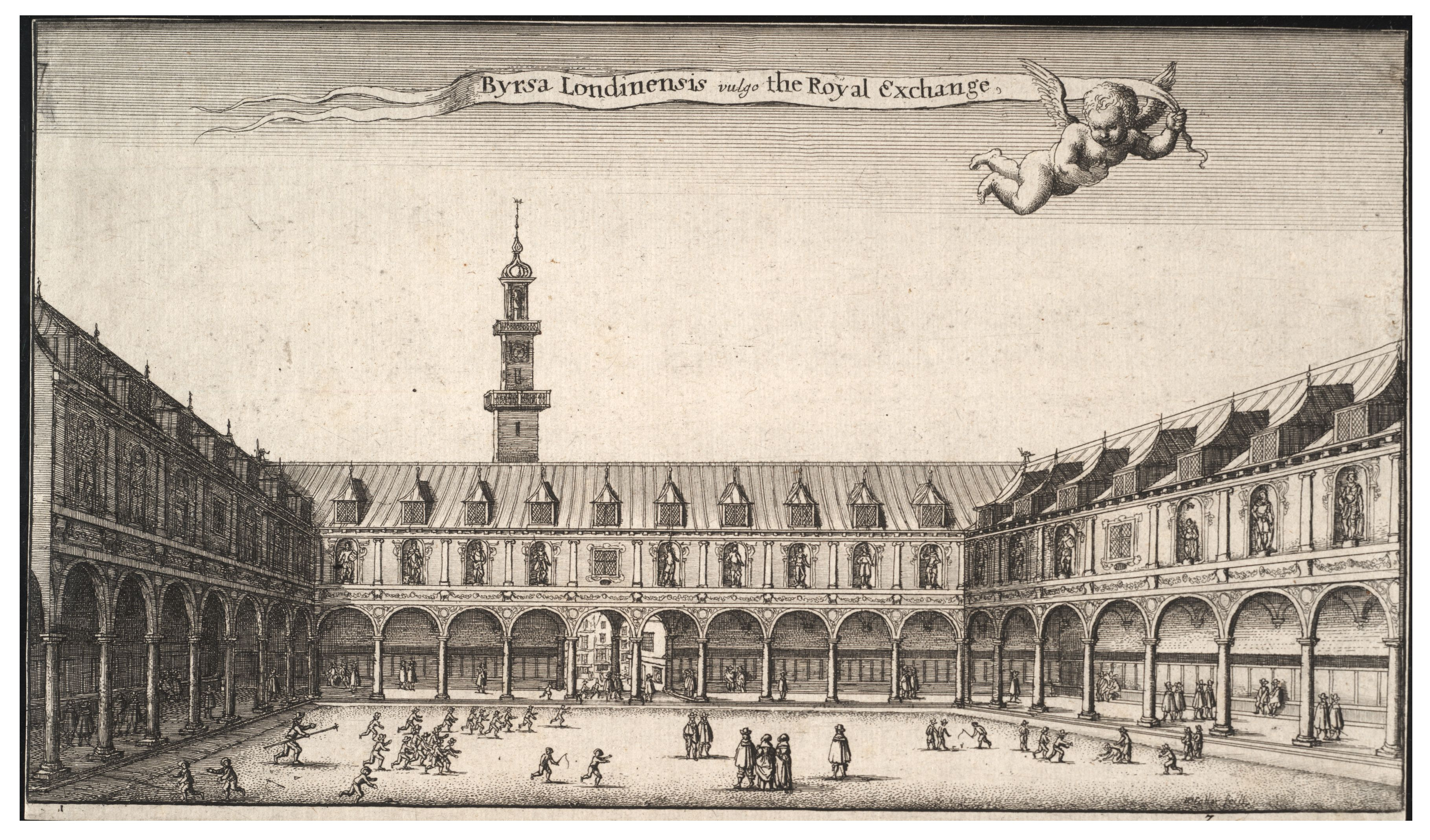
初代の取引所
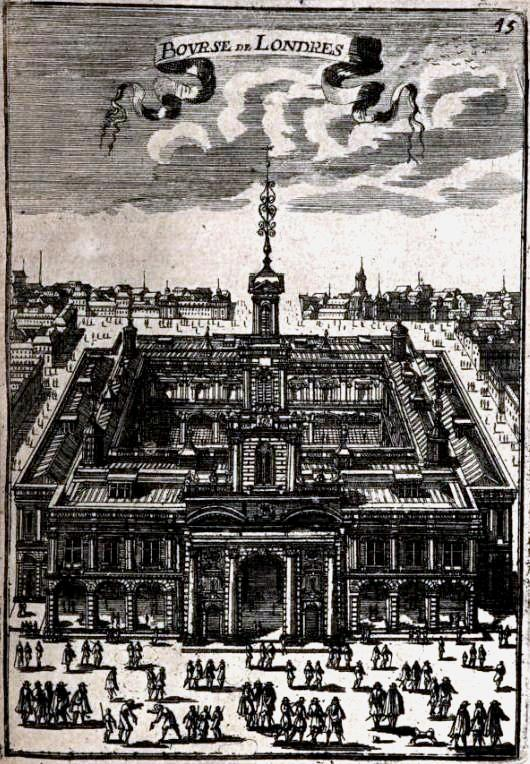
2代目の王立取引所　1683年
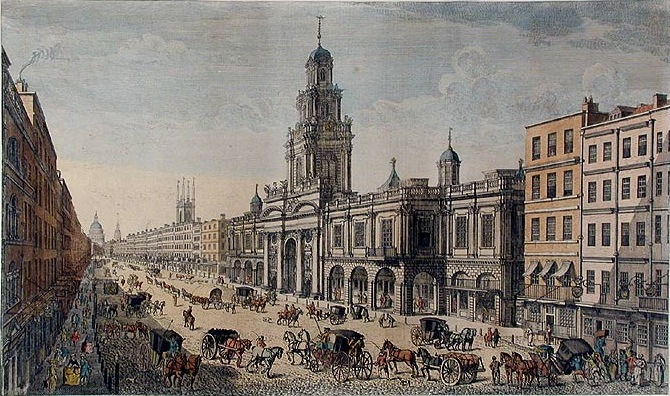
コーンヒルから見た王立取引所　1781年
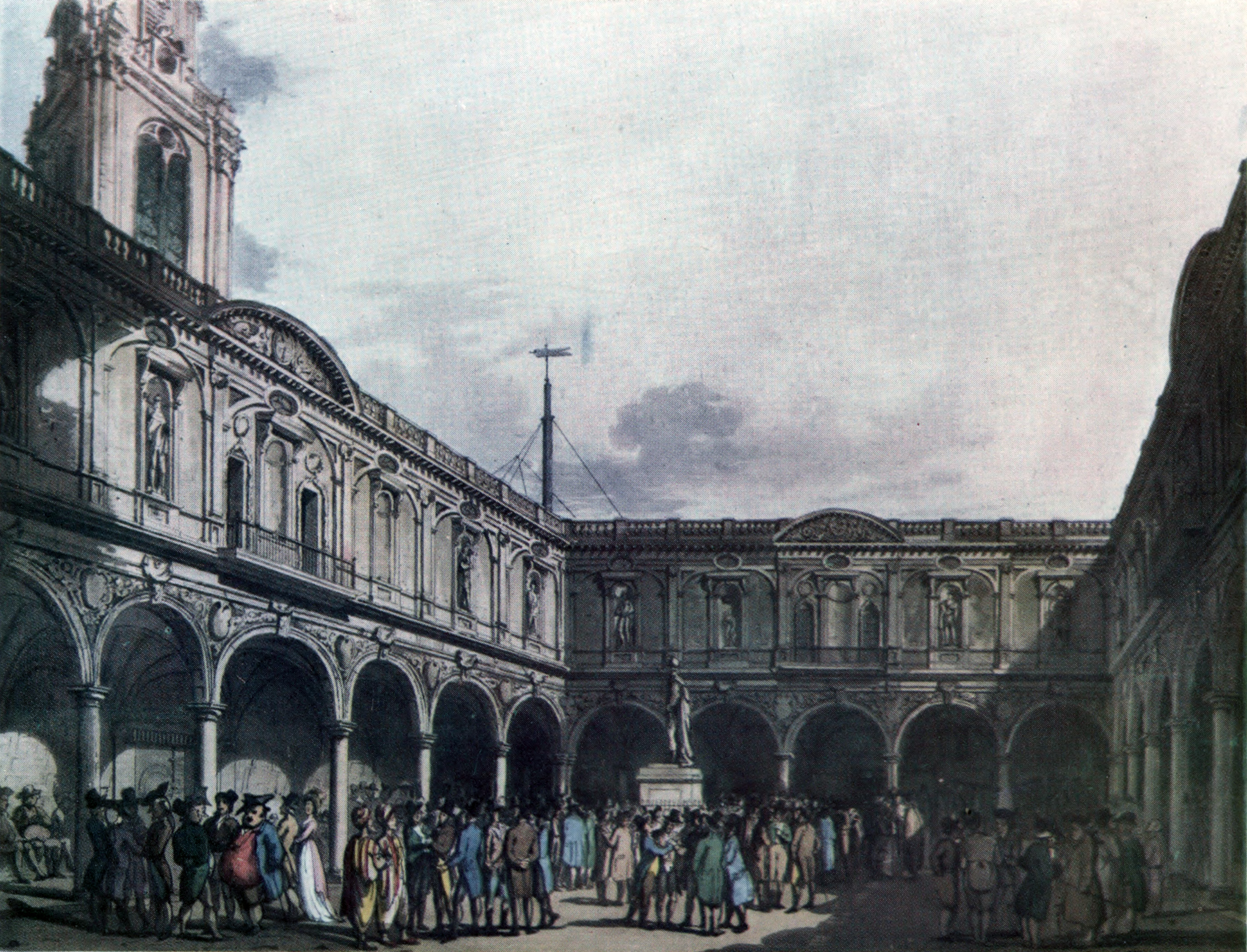
18世紀末の取引所内部
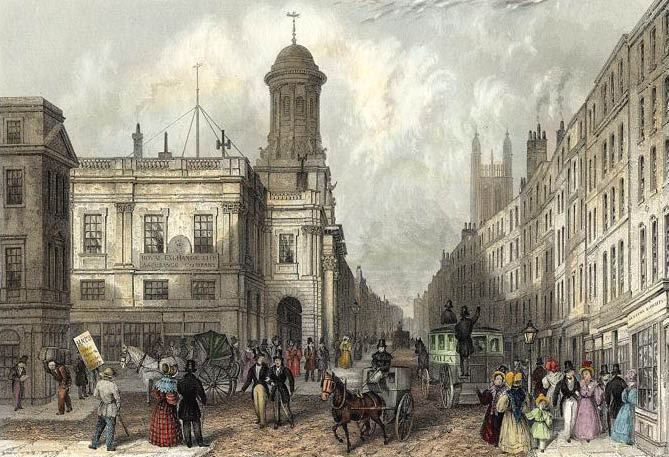
焼失する直前の取引所

### 現在の建物
現在の王立取引所の建物は、ウィリアム・タイトの設計によるものである。商人や貿易商が商売をするための中庭を囲む4面体の構造という当初のレイアウトを忠実に再現しており、1837年にエドワード・イアンソンが設計した内部工事は、近代的な建設方法であるコンクリートを使用している。リチャード・ウェストマコットのペディメント彫刻とヘンリー・グリセルの鉄細工が特徴である。1844年10月28日にヴィクトリア女王によって開館されたが、実際に取引が開始されたのは1845年1月1日であった。

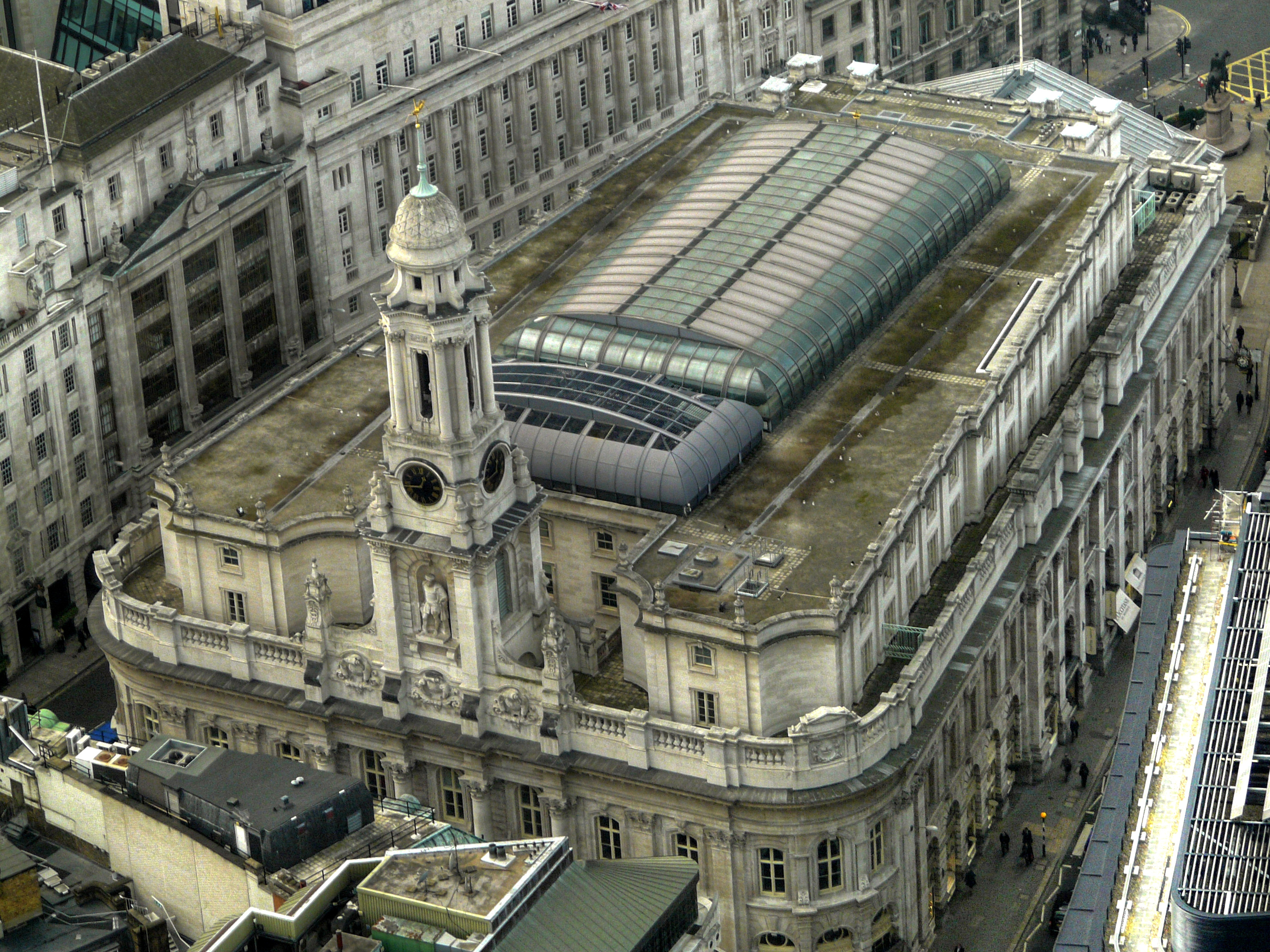
後方からの空撮写真
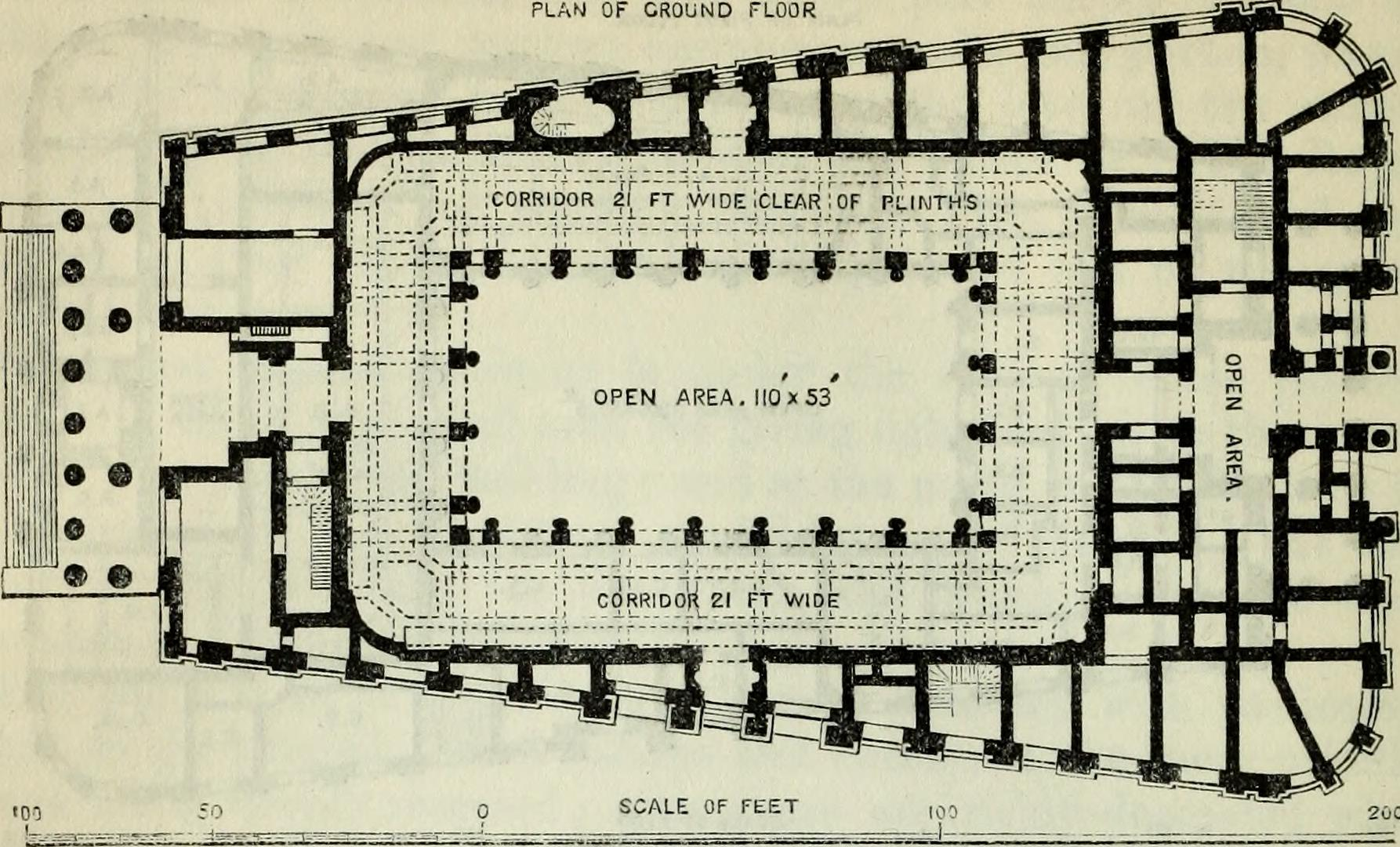
1階平面図
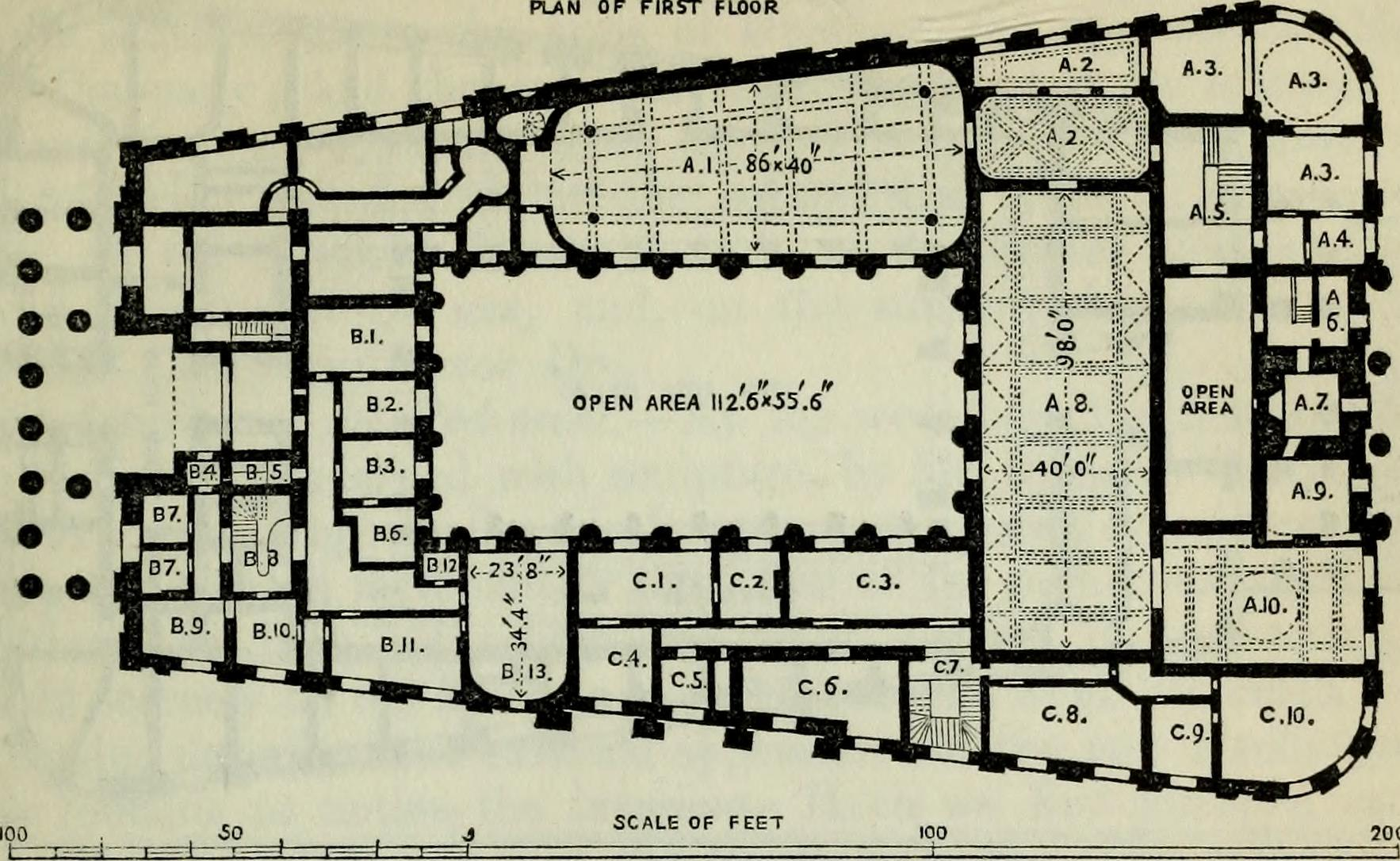
2階平面図

## 構造

### ポーチとペディメント

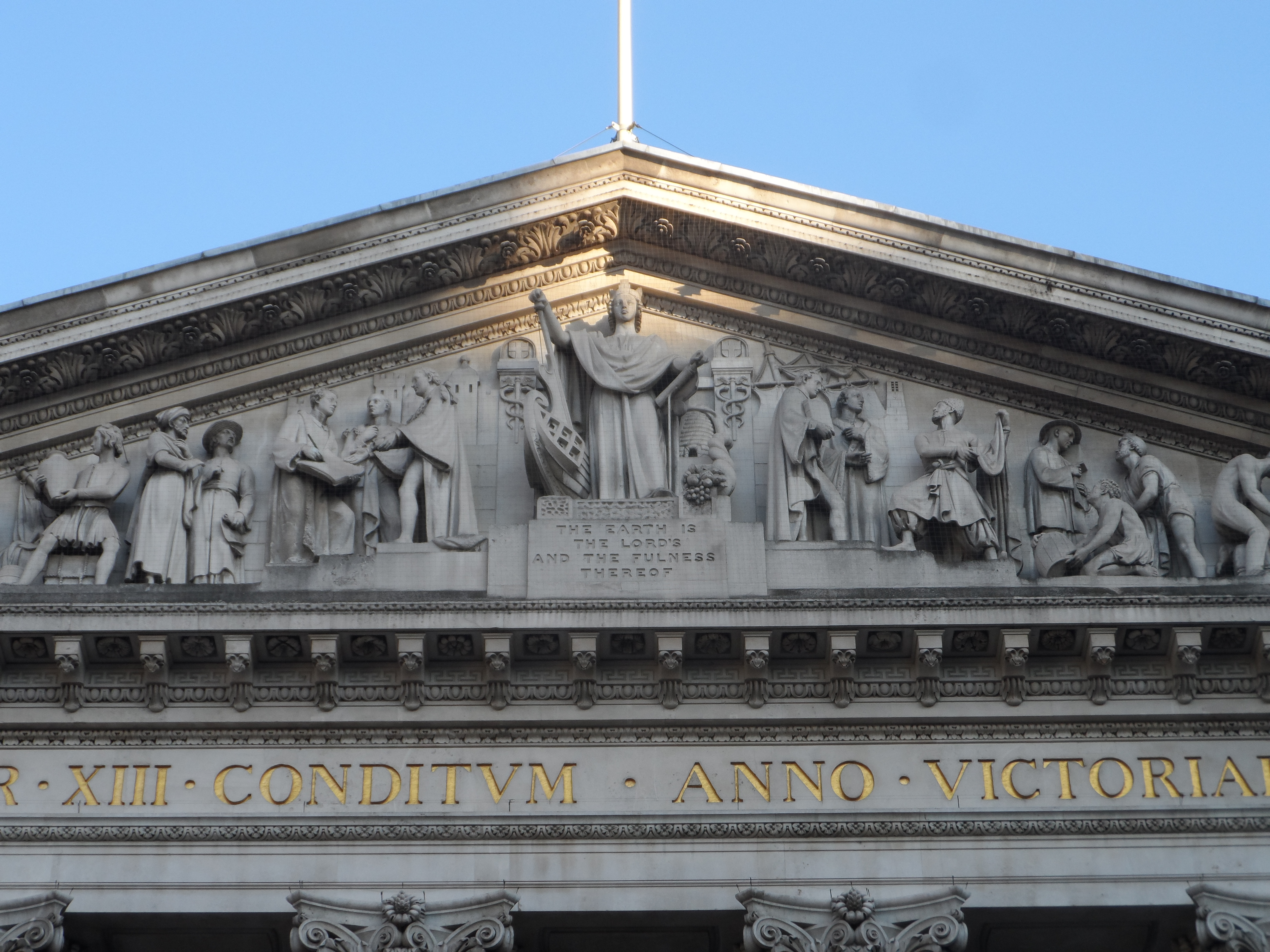
ペディメントの彫刻

建物の西端の8本のコリント式円柱の上に、リチャード・ウェストマコット作のロンドン商人と外国人貿易商を表す17人のレリーフ彫刻が施されたペディメントがある。中央の像は商業を表し、像の下には旧約聖書に収められた詩篇集の第24篇の一節
と刻まれた碑文がある。また、フリーズの部分にはラテン語で
と彫られている。

### モニュメント

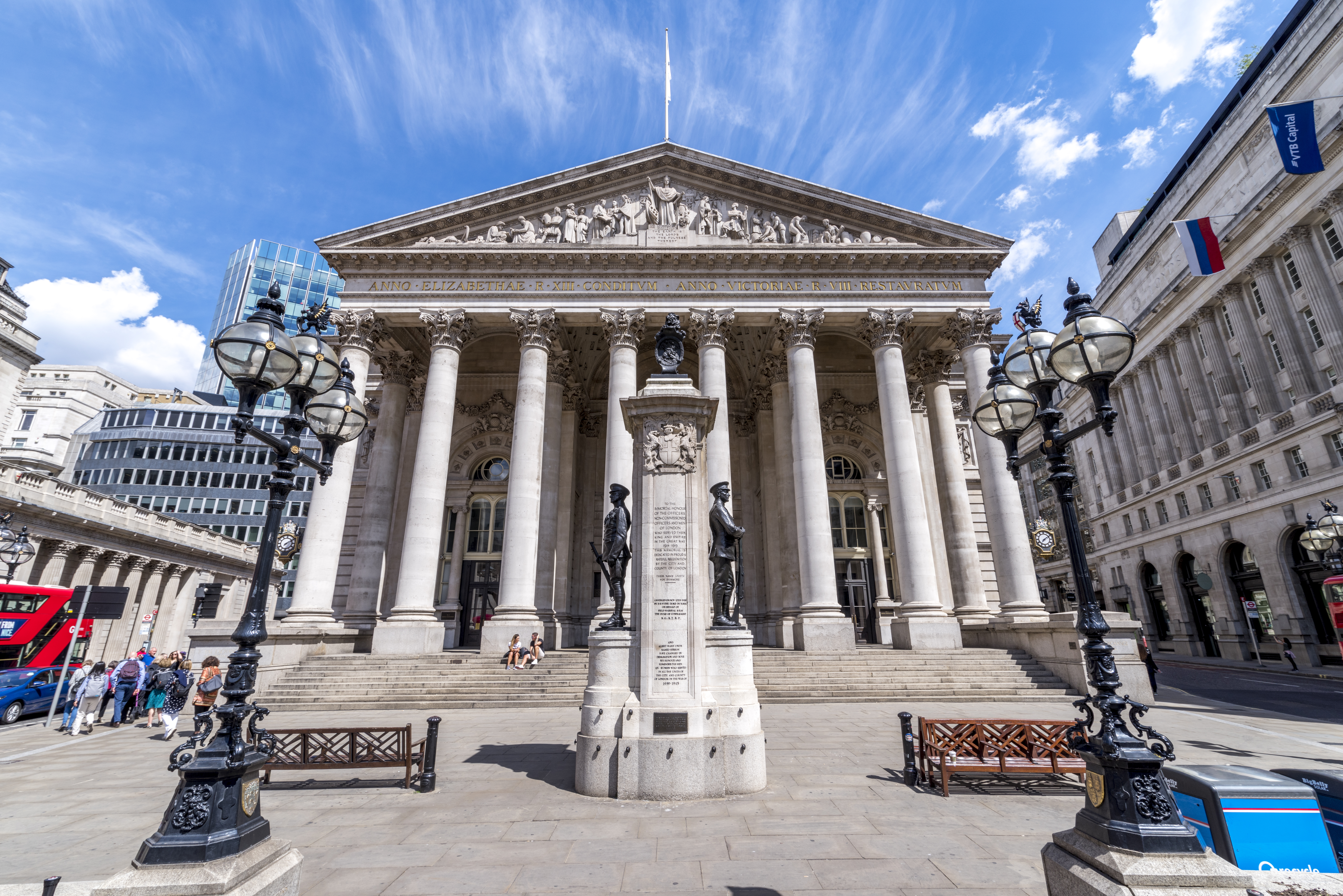
ロンドン部隊記念碑

王立取引所の正面広場には、フランシス・レガット・チャントリーの遺作となった初代ウェリントン公爵アーサー・ウェルズリーの像がある。この像に使われた銅は、政府から寄付されたもので、ナポレオン戦争で接収されたフランスの大砲から採取されたものである。ワーテルローの戦いの記念日である1844年6月18日に、ザクセン国王フリードリヒ・アウグスト2世の立会いのもとで除幕された。
ウェリントン像と王立取引所の間には、第一次世界大戦中のロンドン市・郡に関係する軍隊の死者を追悼するロンドン部隊記念碑がある。アストン・ウェッブ設計の記念碑は、2体の兵士のブロンズ像に挟まれ、アルフレッド・ドロリーが彫刻したライオンがその上に乗っている。1920年11月12日、ヨーク公（後の国王ジョージ6世）臨席のもと、除幕式が行われた。
王立取引所の東側の小道にはロイター通信社を設立したポール・ジュリアス・ロイターと、後のJPモルガン・チェースとなったピーポディ・モルガン商会を設立したジョージ・ピーボディの像が建っている。

### 黄金のバッタ

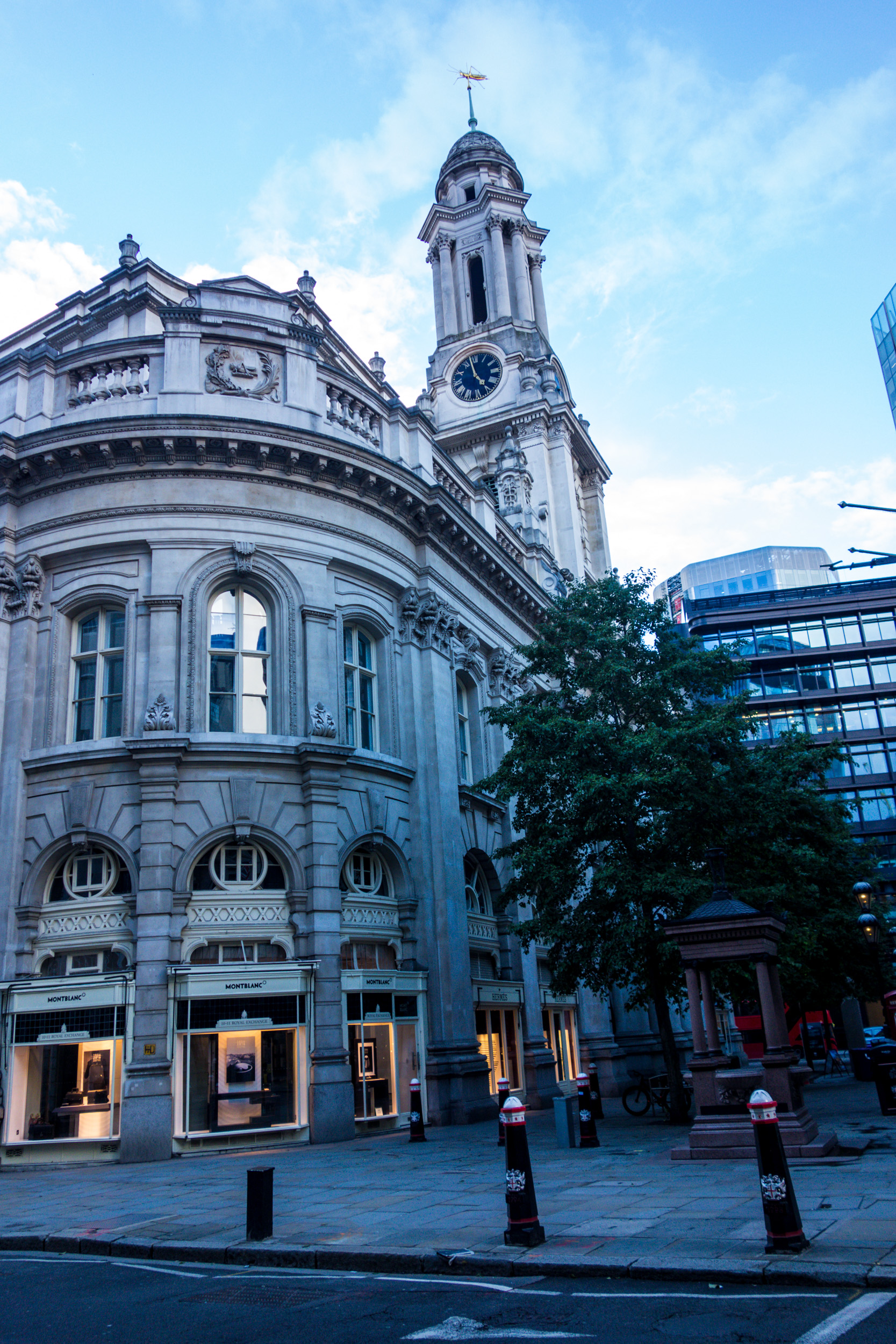
時計塔の上にバッタが見える。

時計塔の最先端に付いている黄金のバッタは風見であると共に、創設者トーマス・グレシャムの紋章でもある。長さは3.4メートルでエドワード・ジョン・デント作の時計と、『女王陛下万歳』『古き良きイングランドのローストビーフ』『ルール・ブリタニア』『詩篇104番』を演奏できるカリヨンを備えた時計台の上に、地上54mの高さで立っている。マサチューセッツ州ボストンのファニエル・ホールにある同様のバッタの風見は、シェム・ドラウンが1742年に作ったものでロンドンのものに影響を受けていると言われている。

### 壁画

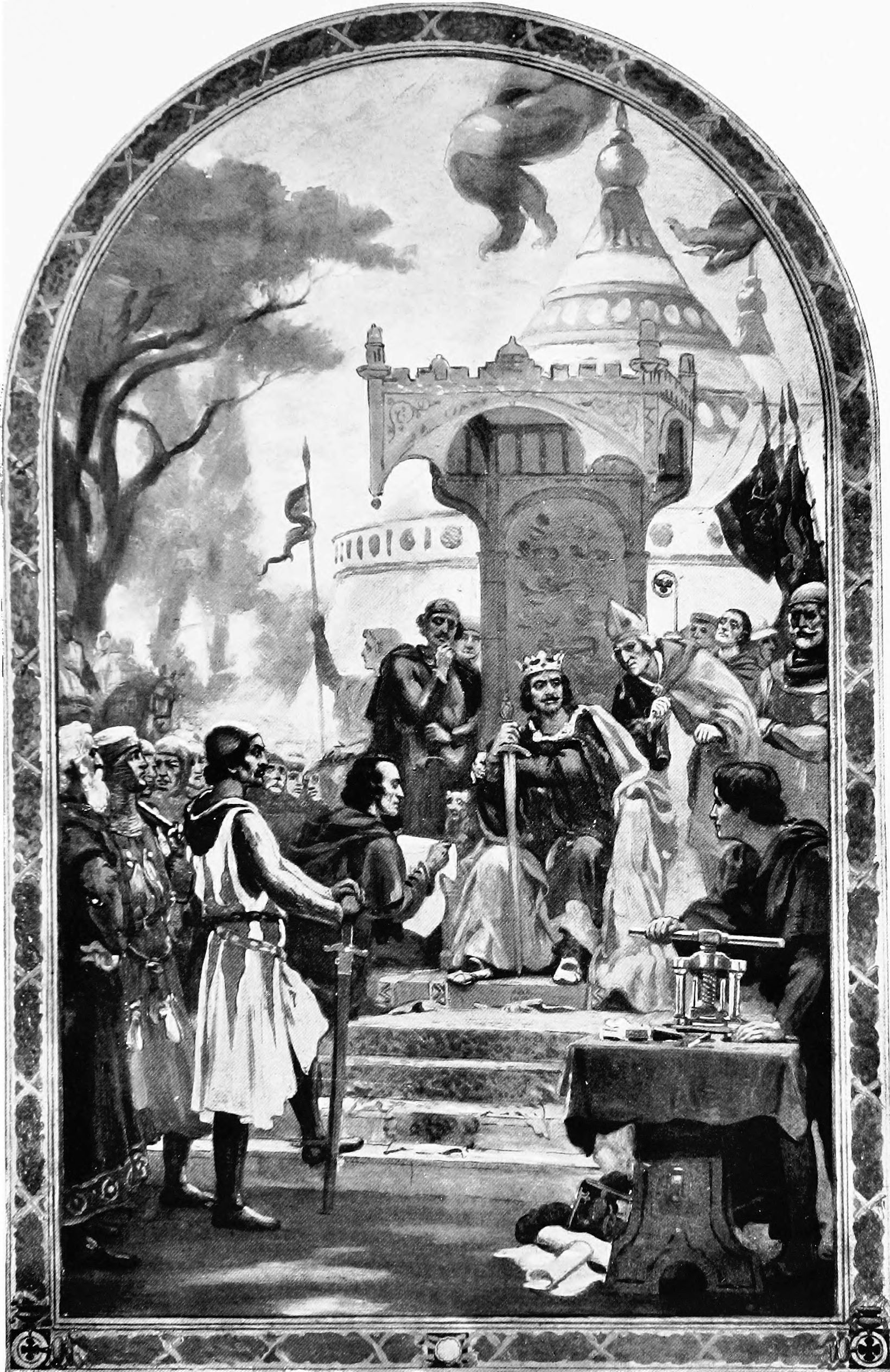
マグナ・カルタを制定するジョン王

1892年から、フレデリック・レイトン、フランク・ブラングィン、スタンホープ・フォーブスなどの画家によって、ロンドンの歴史から24の場面が1階の壁に描かれている。以下、画題となった年代順に記述する。
- フレデリック・レイトン『コーンウォールの海岸で古代ブリトン人と交易するフェニキア人』 (1895年)
- フランク・O・ソールズベリー作『ロンドン市街の城壁を修復するアルフレッド大王』(1912年)
- ジョン・シーモア・ルーカス『 征服王ウィリアムがウィリアム憲章をロンドン市民に与える場面』(1898年)
- チャールズ・ゴールズボロー・アンダーソン『ロンドン塔を建設するウィリアム2世』(1911年)
- アーネスト・ノーマンド『マグナ・カルタを制定するジョン王』(1900年)
- アルバート・シュヴァリエ・テイラー『ヘンリー・ピカール卿、イングランド王、フランス王、スコットランド王、デンマーク王、キプロス王をもてなすヴィンターズ・カンパニーの主人』(1903年)
- ヘンリエッタ・レイ『リチャード・ウィッティントン卿による慈善事業』(1900年)
- E・A・コックス『貿易商達へ勅許を贈るフィリップ3世』(1916年)
- ジョン・ヘンリー・アムシュウィッツ『バーネットの戦いでエドワード4世を援護するために行軍する軍隊』(1911年)
- エドウィン・オースティン・アビー『ビレスデン市長によるスキナーズ商会とマーチャント・テイラーズ商会の和解』(1904年)
- ジギスムント・ゲッツェ『ベイナード城でリチャード3世に王冠が献上される様子』(1898年)
- ウィリアム・フレデリック・イームズ『セントポールズスクールの創立』(1905年)
- アーネスト・クロフツ『王立取引所へのエリザベス1世の訪問』(1899年)
- ソロモン・ジョセフ・ソロモン『ギルドホールにて五人組の引き渡しを要求するチャールズ1世』(1897年)
- スタンホープ・フォーブス『ロンドン大火』(1899年)
- ジョージ・ハーコート『イングランド銀行の設立』(1904年)
- アンドリュー・キャリック・ゴウ『ポーツマスを出発するネルソン』(1903年)
- スタンホープ・フォーブス『焼失する二代目王立取引所』(1899年)
- ロバート・ウォーカー・マクベス『ヴィクトリア女王による三代目王立取引所の落成』(1895年)
- ルーシー・ケンプ・ウェルチ作『第一次世界大戦中における女性の仕事』(1922年)
- ウィリアム・ライオネル・ワイリー『ゼーブルッヘ水路の封鎖』(1920年)
- フランク・O・ソールズベリー『フランス戦区を視察するジョージ5世とメアリー王妃』(1917年)
- フランク・O・ソールズベリー『セントポール大聖堂での国家平和感謝祭』(1919年)
- フランク・ブラングィン『現代の商業』(1919年)

## 現在の使用状況
第二次世界大戦勃発に伴い王立取引所は取引停止した。王立取引所は、1941年のドイツ軍による爆撃で損傷を受けたものの存続はしたが、戦後トレーダー達は退去し、建物は数十年間使われないままとなった。1980年代、ロンドン国際金融先物取引所（LIFFE）の移転に伴い、王立取引所は一時的に取引所時代の姿を取り戻した。このとき、腐りかけていたヴィクトリア朝様式の屋根が取り替えられ、2階建ての新しいオフィスが増設された。その後、他のテナントも入居し、LIFFEの存在により、シティでは取引量の増加やそれまで人が少なかった王立取引所周辺も活性化された。
2001年、王立取引所は再び大規模な改修が行われた。中庭の改築により、外側にある既存の小売店に加え、新たにブティックやレストランが入居した。現在、王立取引所は、ショップ、バー、レストランを備えた商業施設となっている。

## ギャラリー

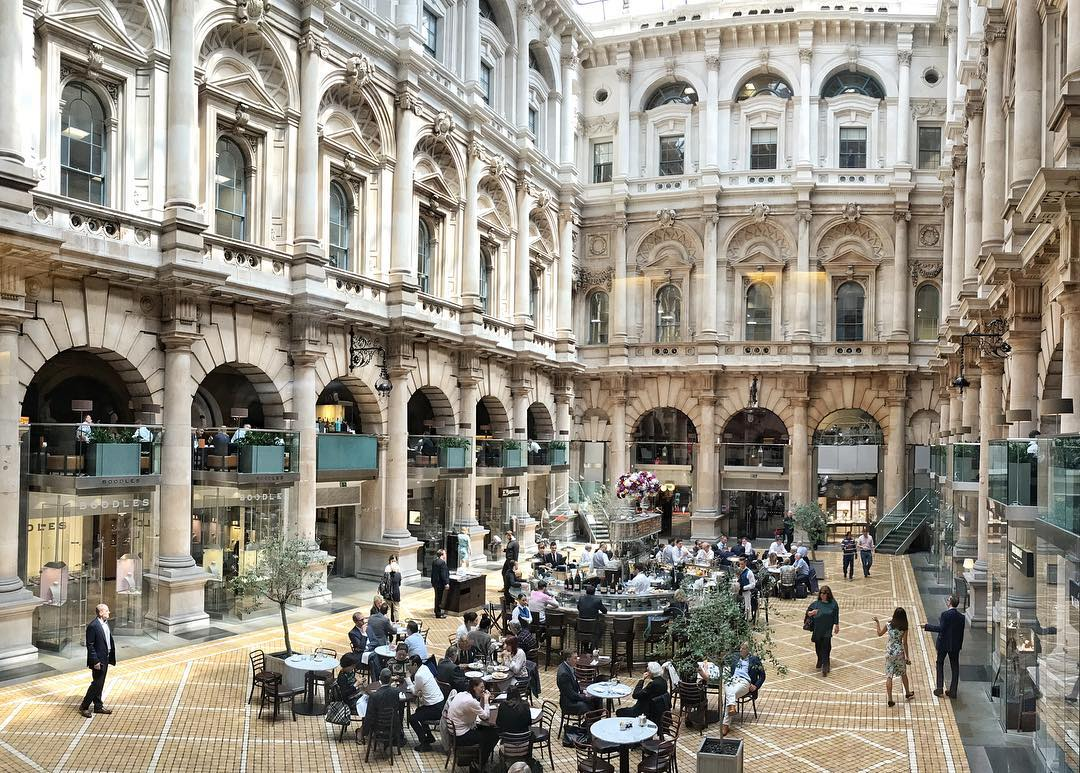
現在の中庭
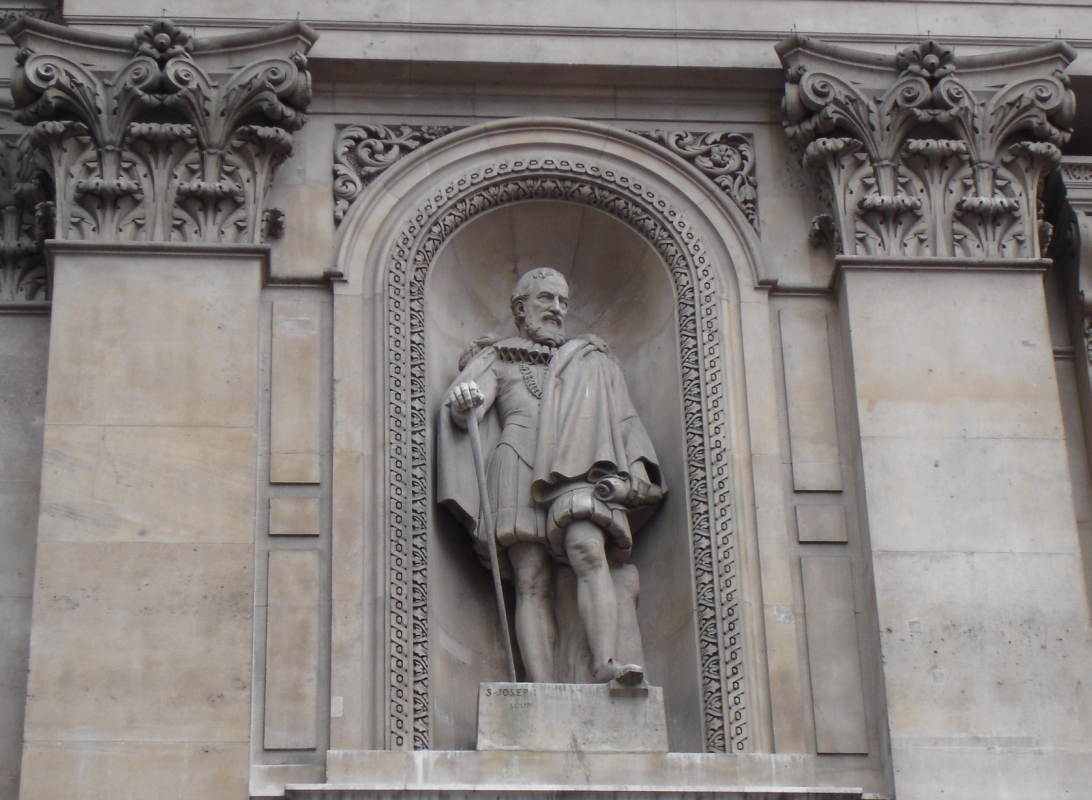
ヒューミデルトンの像
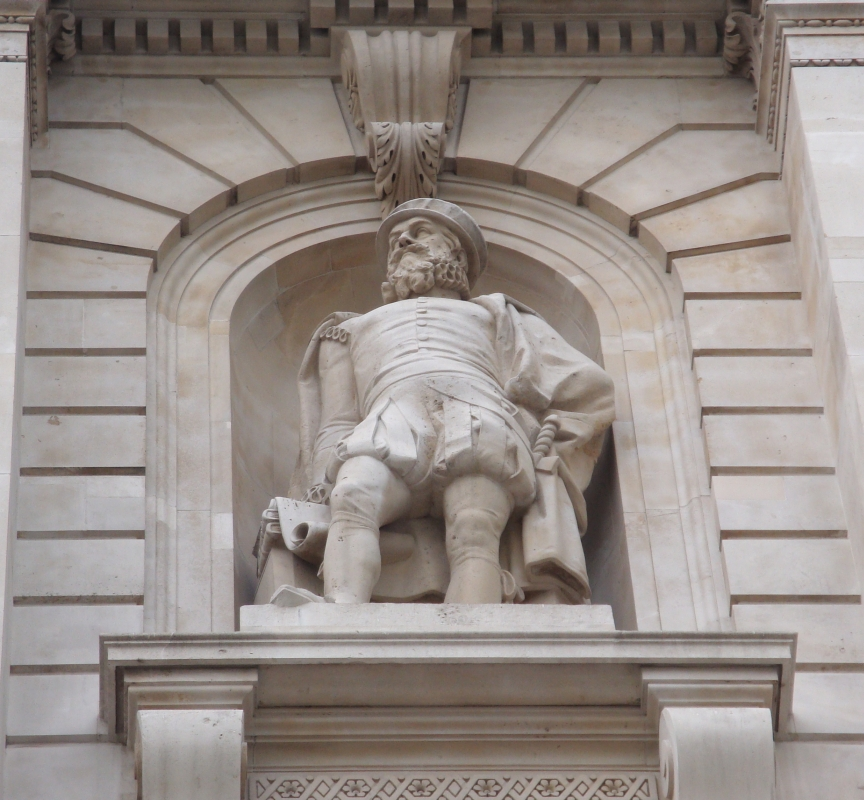
トーマス・グレシャムの像
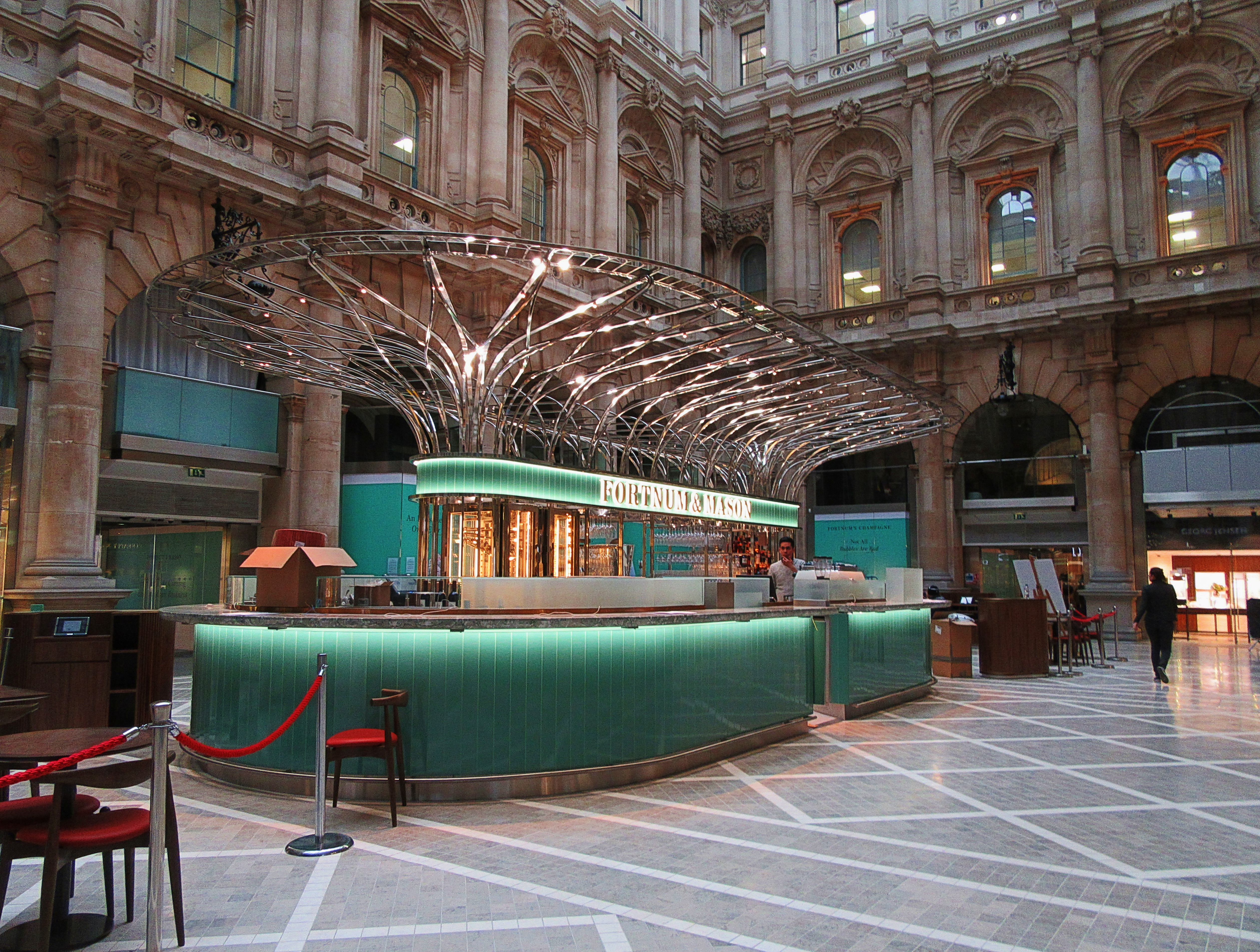
中庭中央にあるフォートナム&メイソンの店舗
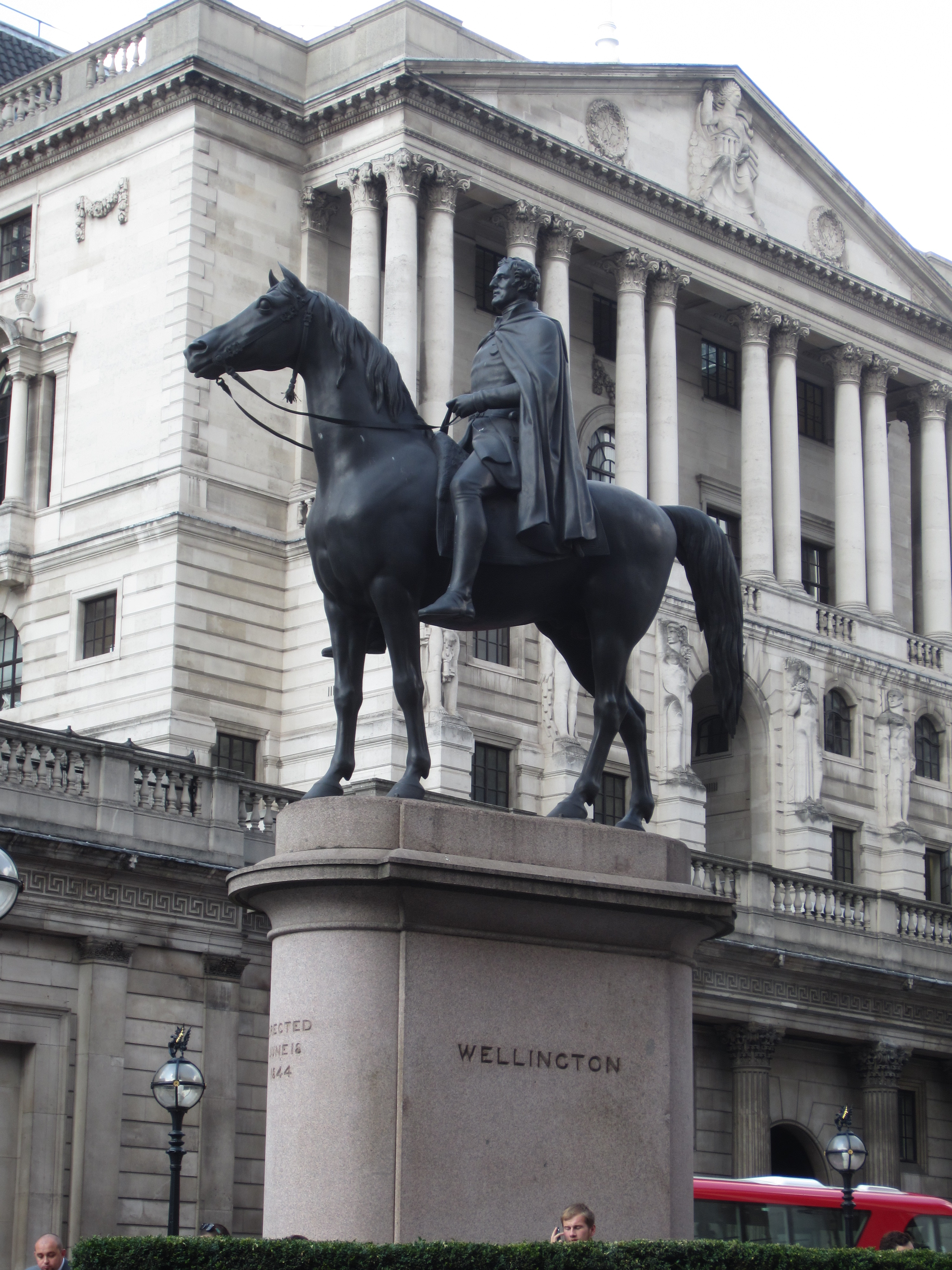
ウェリントン公爵騎馬像
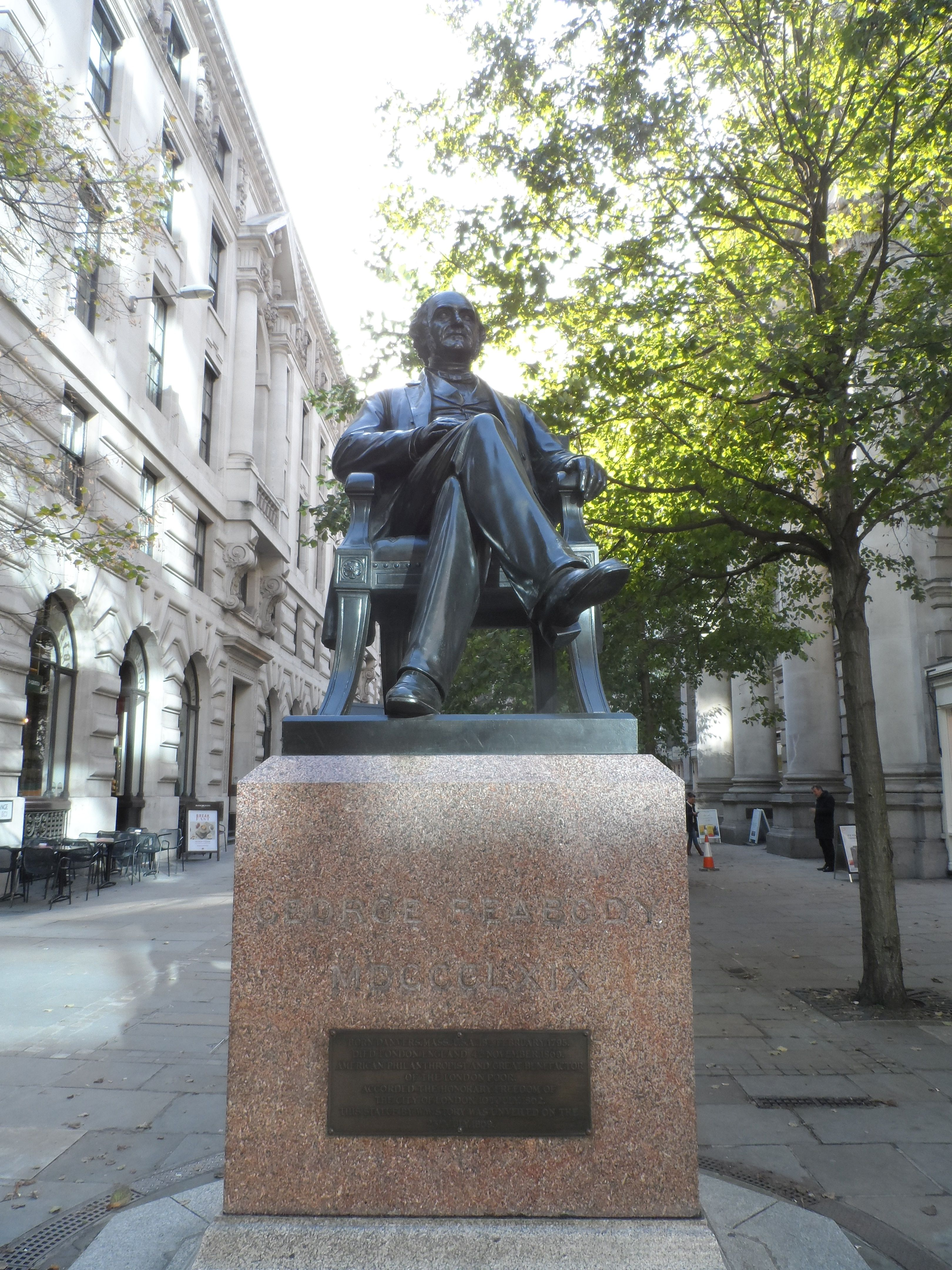
ジョージ・ピーボディの像
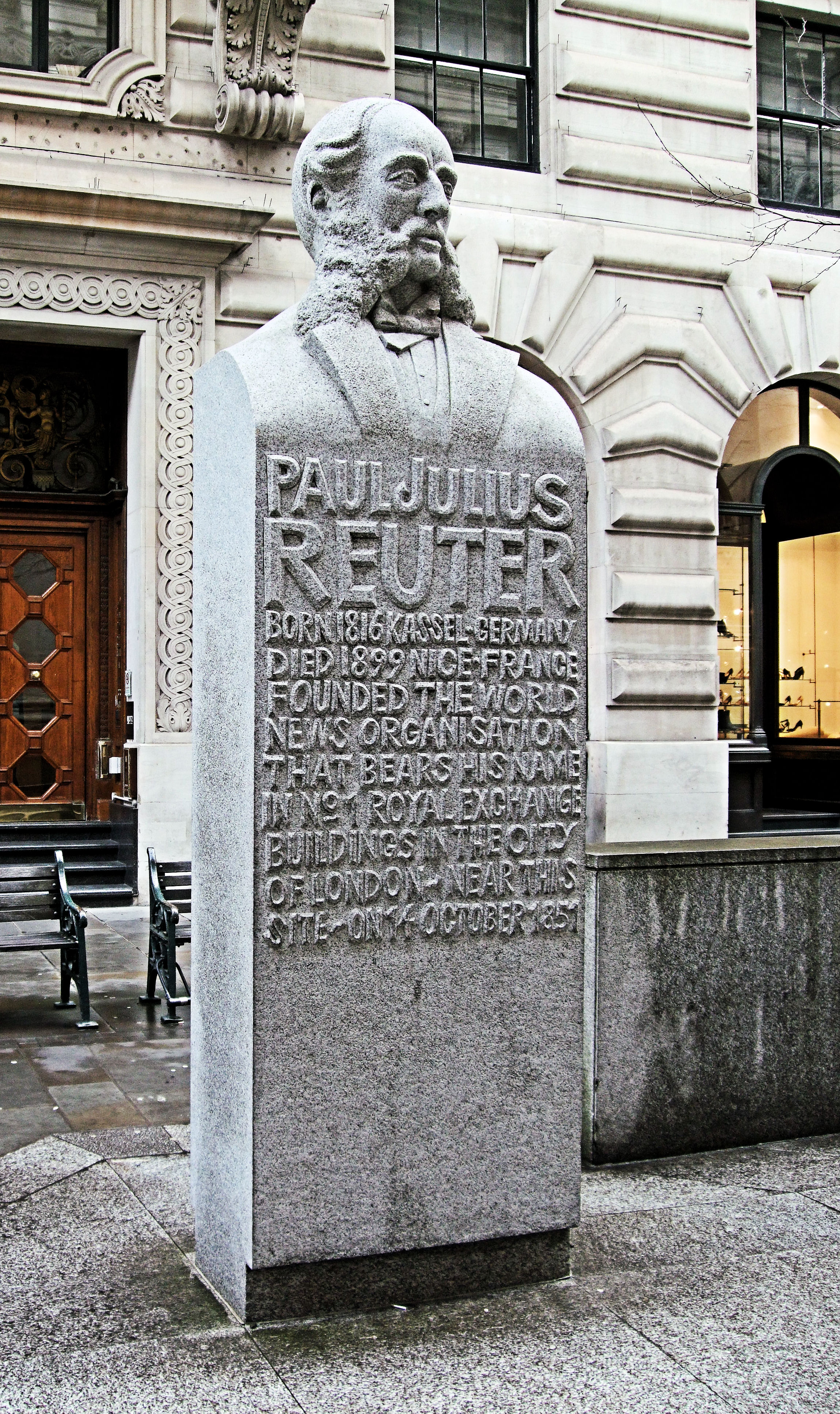
ポール・ジュリアス・ロイターの像